# John James (futebol americano)
John Wilbur James, Jr. (Panama City, 21 de janeiro de 1949) é um ex-jogador profissional de futebol americano estadunidense.

## Carreira
James jogou treze temporadas na National Football League jogando pelo Atlanta Falcons (1972–1981), Detroit Lions (1982) e Houston Oilers (1982–1984).